# Mollie O'Callaghan
Mollie O'Callaghan (2 april 2004) is een Australische zwemster. Ze vertegenwoordigde haar vaderland op de Olympische Zomerspelen 2020 in Tokio.

## Carrière
Bij haar internationale debuut, op de Olympische Zomerspelen van 2020 in Tokio, zwom O'Callaghan samen met Meg Harris, Madison Wilson en Bronte Campbell in de series van de 4×100 meter vrije slag, in de finale veroverden Harris en Campbell samen met Emma McKeon en Cate Campbell de gouden medaille. Op de 4×100 meter wisselslag zwom ze samen met Emily Seebohm, Chelsea Hodges en Brianna Throssell in de series, in de finale behaalde Hodges samen met Kaylee McKeown, Emma McKeon en Cate Campbell de gouden medaille. Samen met Meg Harris, Brianna Throssell en Tamsin Cook zwom ze in de series van de 4×200 meter vrije slag, in de finale legden Ariarne Titmus, Emma McKeon, Madison Wilson en Leah Neale beslag op de bronzen medaille. Voor haar aandeel in de series van deze drie estafettes werd O'Callaghan beloond met twee gouden en een bronzen medaille.
Op de Olympische Zomerspelen 2024 in Parijs zwom ze in een nieuw Olympisch record naar een gouden medaille op de 200m vrije slag.

## Internationale toernooien
| Jaar | Olympische Spelen | WK langebaan | WK kortebaan   | PanPacs | Gemenebestspelen |
| ---- | --- | ------------ | -------------- | ------- | ---------------- |
| 2021 | 4×100m vrije slag · O'Callaghan zwom enkel de series · 4×200m vrije slag · O'Callaghan zwom enkel de series · 4×100m wisselslag · O'Callaghan zwom enkel de series |              | 13-18 december |         |                  |

## Persoonlijke records
Bijgewerkt tot en met 28 juli 2021
Kortebaan
| Afstand         | Tijd    | Datum             | Plaats    |
| --------------- | ------- | ----------------- | --------- |
| 50m vrije slag  | 24,40   | 26 november 2020  | Melbourne |
| 100m vrije slag | 52,48   | 26 november 2020  | Melbourne |
| 200m vrije slag | 1.55,24 | 26 september 2020 | Adelaide  |
| 50m rugslag     | 26,31   | 27 november 2020  | Melbourne |
| 100m rugslag    | 56,76   | 26 november 2020  | Melbourne |

Langebaan
| Afstand         | Tijd    | Datum            | Plaats   |
| --------------- | ------- | ---------------- | -------- |
| 50m vrije slag  | 24,80   | 17 juni 2021     | Adelaide |
| 100m vrije slag | 53,08   | 24 juli 2021     | Tokio    |
| 200m vrije slag | 1.55,11 | 28 juli 2021     | Tokio    |
| 50m rugslag     | 27,75   | 16 december 2020 | Brisbane |
| 100m rugslag    | 58,86   | 13 juni 2021     | Adelaide |